# Richia pyrsogramma
Richia pyrsogramma är en fjärilsart som beskrevs av Dyar 1916. Richia pyrsogramma ingår i släktet Richia och familjen nattflyn. Inga underarter finns listade.